# Lives in the Balance
| 전문가 평가                       | 전문가 평가 |
| 평가 점수                         | 평가 점수   |
| 출처                              | 점수        |
| --------------------------------- | ----------- |
| AllMusic                          | [ 1 ]       |
| Robert Christgau                  | B           |
| The Encyclopedia of Popular Music | [ 3 ]       |
| Rolling Stone Record Guide        | [ 4 ]       |

《Lives in the Balance》는 1986년 2월 18일에 발매된 미국의 싱어송라이터 잭슨 브라운의 여덟 번째 스튜디오 음반이다. 이 음반은 빌보드 200 차트에서 23위에 올랐다. 타이틀곡뿐만 아니라 〈For America〉와 〈In the Shape of a Heart〉가 싱글로 발매되었다. 그 음반은 《롤링 스톤》의 1980년대 최고의 음반 100장 목록에서 88위에 올랐고, 스웨덴에서 2위에 올랐다.

## 배경
《Lives in the Balance》는 브라운의 첫 번째 음반으로, 정치적이고 사회적으로 비판적인 노래들이 압도적으로 우세했지만(그 중 세 곡은 로널드 레이건 대통령에 관한 것이었다), 관계에 관한 그의 가장 잘 기억되는 노래들 중 하나인 비극적인 〈In the Shape of a Heart〉도 포함되어 있었다. 〈For America〉와 〈In the Shape of a Heart〉가 얻은 라디오 연극과 텔레비전 드라마 《마이애미의 두 형사》에서 《Lives in the Balance》를 사용한 것은 이후 브라운의 초기 작품들을 발견하고 돌아가서 많은 새로운 팬들을 확보했다.
1989년 11월 《롤링 스톤》에 따르면, 이 음반의 덜 상업적인 성공은 브라운에게 거의 문제가 되지 않았다. "저는 이 음반을 제가 지금까지 해왔던 어떤 것들만큼 좋아한다"라고 브라운은 말했다. "그리고 제가 이 음반에 대해 강하게 느끼는 것에 대해 이야기하는 것에 대해 제가 가지고 있는 어떤 편안함, 안정감이 있습니다. 그리고 음반이 미친 듯이 성공하든 하지 않든 간에, 그것은 온전한 것입니다."
이 음반은 1986년 미국 음반 산업 협회에 의해 골드 레코드로 인증되었다.

## 곡 목록
모든 곡들은 특별한 언급이 없는 한 잭슨 브라운에 의해 작사/작곡하였다.
| #  | 제목                        | 작사·작곡                  | 재생 시간 |
| -- | --------------------------- | -------------------------- | --------- |
| 1. | 〈For America〉             |                            | 5:13      |
| 2. | 〈Soldier of Plenty〉       |                            | 4:37      |
| 3. | 〈In the Shape of a Heart〉 |                            | 5:41      |
| 4. | 〈Candy〉                   | 그렉 코플랜드, 월리 스토커 | 4:12      |
| 5. | 〈Lawless Avenues〉         | 브라운, 호르헤 칼데론      | 5:40      |
| 6. | 〈Lives in the Balance〉    |                            | 4:18      |
| 7. | 〈Till I Go Down〉          |                            | 4:19      |
| 8. | 〈Black and White〉         |                            | 5:15      |